# 札幌市營地下鐵
札幌市營地下鐵（日语：／ Sapporo shiei chikatetsu */?）是由札幌市交通局經營的地下鐵。目前共有南北線、東西線、東豐線三條營運路線，除了手稻區和清田區以外，其餘各區都有經過。全部採用膠輪路軌系統。
札幌地下鐵自通車以來，歷代的車輛都是採用斷面寬度達3,080mm的鋁合金車體設定，在日本國內除了新幹線之外，只有已經廢線的懸垂式單軌電車系統——名古屋市交通局協力會東山公園單軌電車所使用的3,100mm寬車體，在斷面寬度上勝過札幌地下鐵。在該路線廢線後，札幌地下鐵就成為非高速鐵路的車體寬度冠軍。

## 开通
1960年代，由於機動车快速发展，导致札幌交通擁堵，尤其是在雪季，城市的主要公共交通系統——札幌市電車和公共汽車已經達到極限。此外，札幌決定舉辦1972年冬季奧運會，由於電車和公共汽車的運輸能力無法滿足運動員和觀眾的運輸，因此建设新型軌道交通呼声不斷增強。
最初，該市主要透過市議會考慮引進無軌電車，但由於無軌電車與有軌電車幾乎相同，單軌也被放棄。原田市長喜歡比利時首都的布鲁塞尔准地铁，但交通局長以否定的意見說服了他，他說：「札幌下著大雪，在中間挖一個大洞，太離譜了。」，後來交通局長对巴黎地鐵膠輪路軌系統的安靜印象深刻，決定建造膠輪路軌地鐵。札幌市堅持使用膠輪路軌系統的原因还有為了取代預計停运的札幌市電，采用膠輪路軌可以保持与市電类似的300公尺短站距。
1967年12月，市議會批准了南北線建設，但都無法獲得運輸省、建設省批准，最终在國會議員的配合下，才得以建設。而且当时只有规范一般钢轨和單軌铁路的法规，因此为了札幌市營地下鐵的建设而加入膠輪路軌相关的法规，并在建設省要求下将大部分路段由高架改为地下形式。
1971年2月南北線开通前皇太子明仁夫婦進行了試乘，9月試運营列車出轨造成5人受伤，12月16日札幌市營地下鐵第一条路线南北線开通运营。

## 路線列表

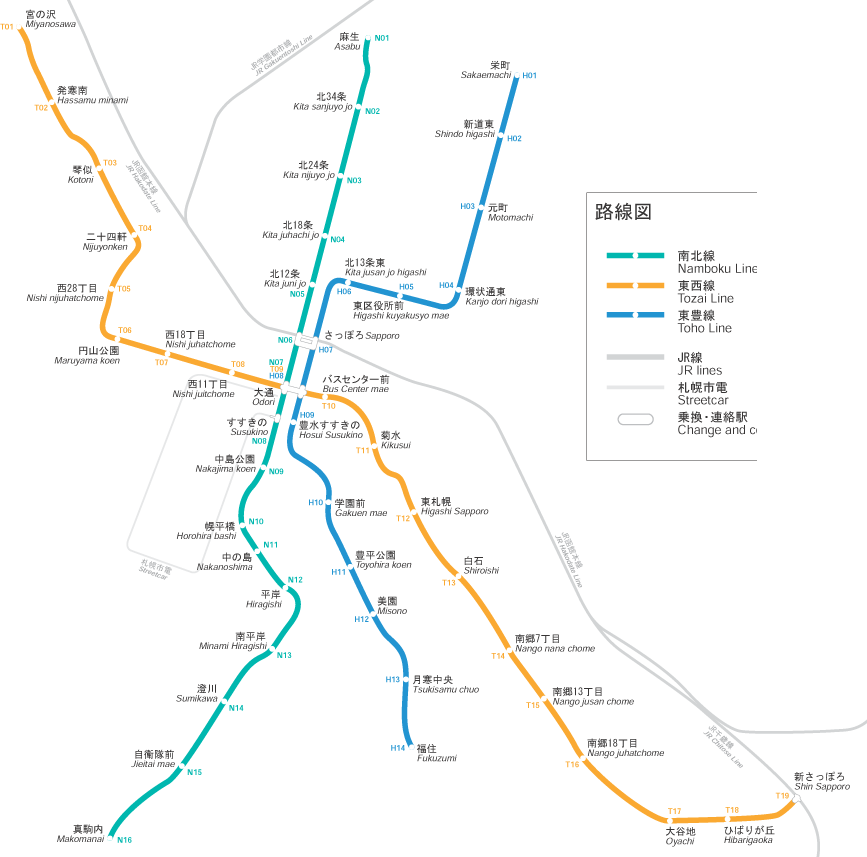
札幌市营地下铁运营网络示意图

| 路線顏色 | 記號 | 中文線名 | 日文線名 | 开通年份 | 起點          | 終點          | 车站数 | 距離（公里） |
| -------- | ---- | -------- | -------- | -------- | ------------- | ------------- | ------ | ------------ |
| 綠色     | N    | 南北線   |          | 1971     | 麻生（N01）   | 真駒內（N16） | 16     | 14.3         |
| 橙色     | T    | 東西線   |          | 1976     | 宫之澤（T01） | 新札幌（T19） | 19     | 20.1         |
| 天藍色   | H    | 東豐線   |          | 1988     | 榮町（H01）   | 福住（H14）   | 14     | 13.6         |

### 路線規格
札幌市營地下鐵路线全部採用膠輪路軌系統，供電方面南北線採用直流750V第三軌供電，東西線、東豐線採用直流1500V高架電車線供電。

## 车辆

### 使用中車輛

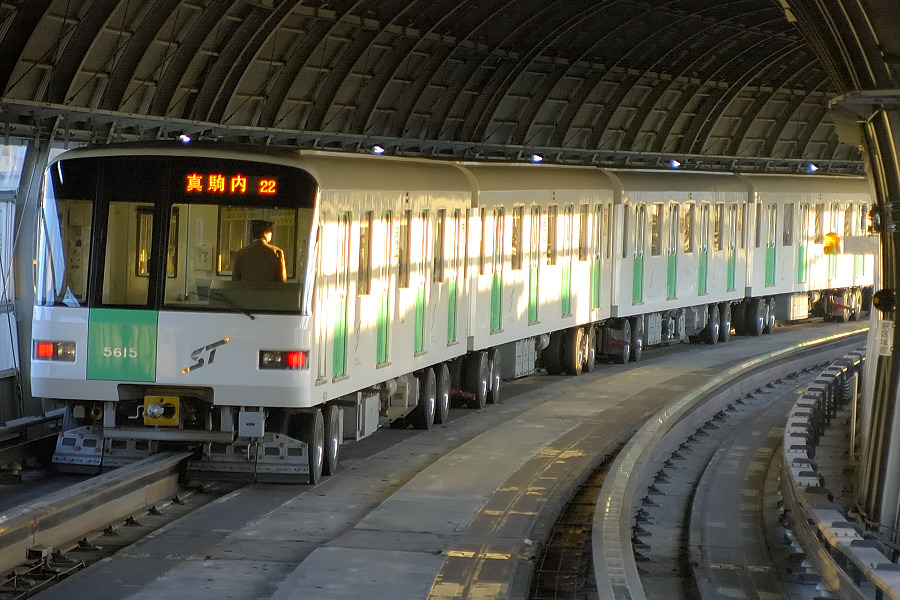
高架段行走的5000型
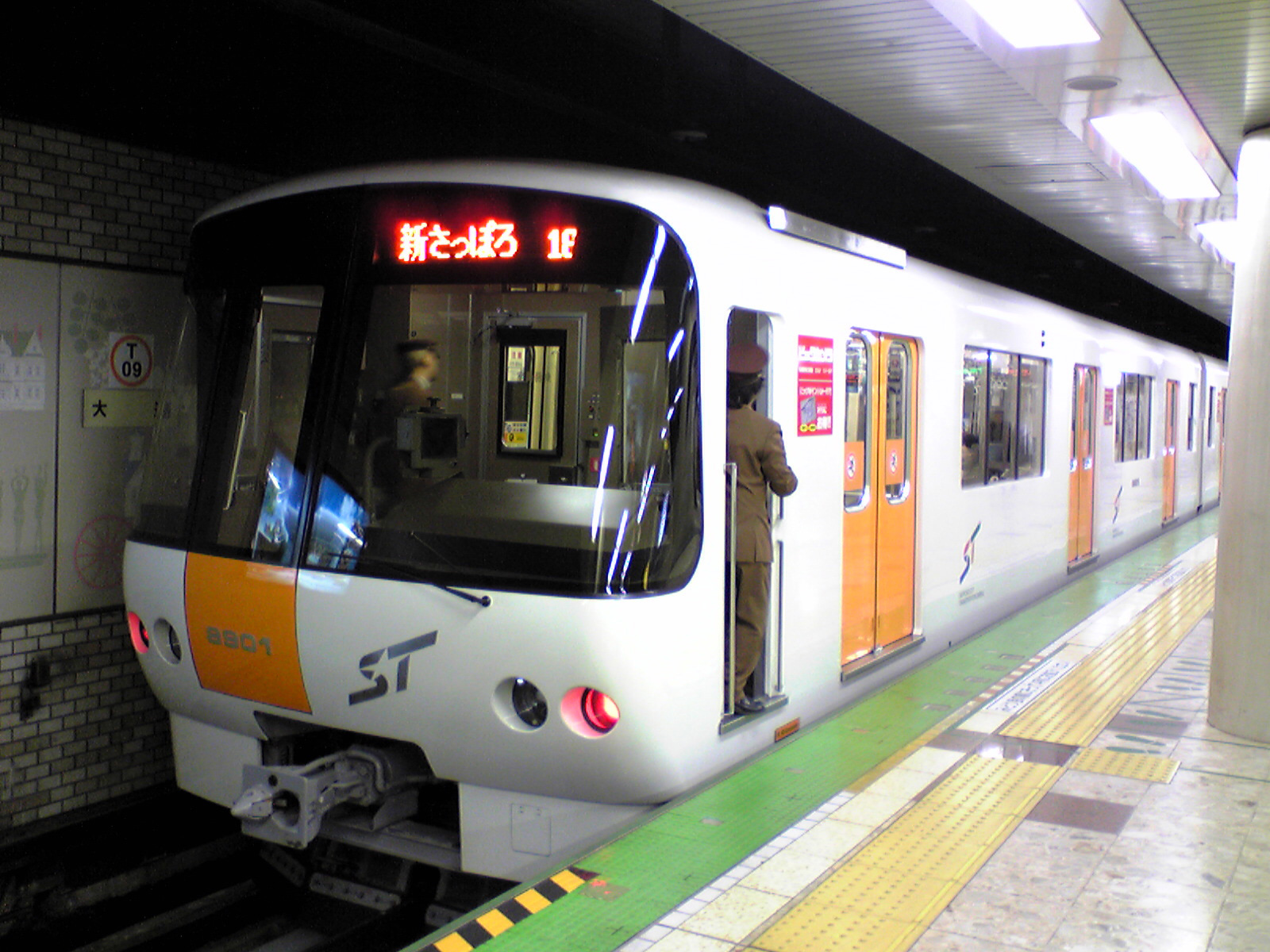
8000型
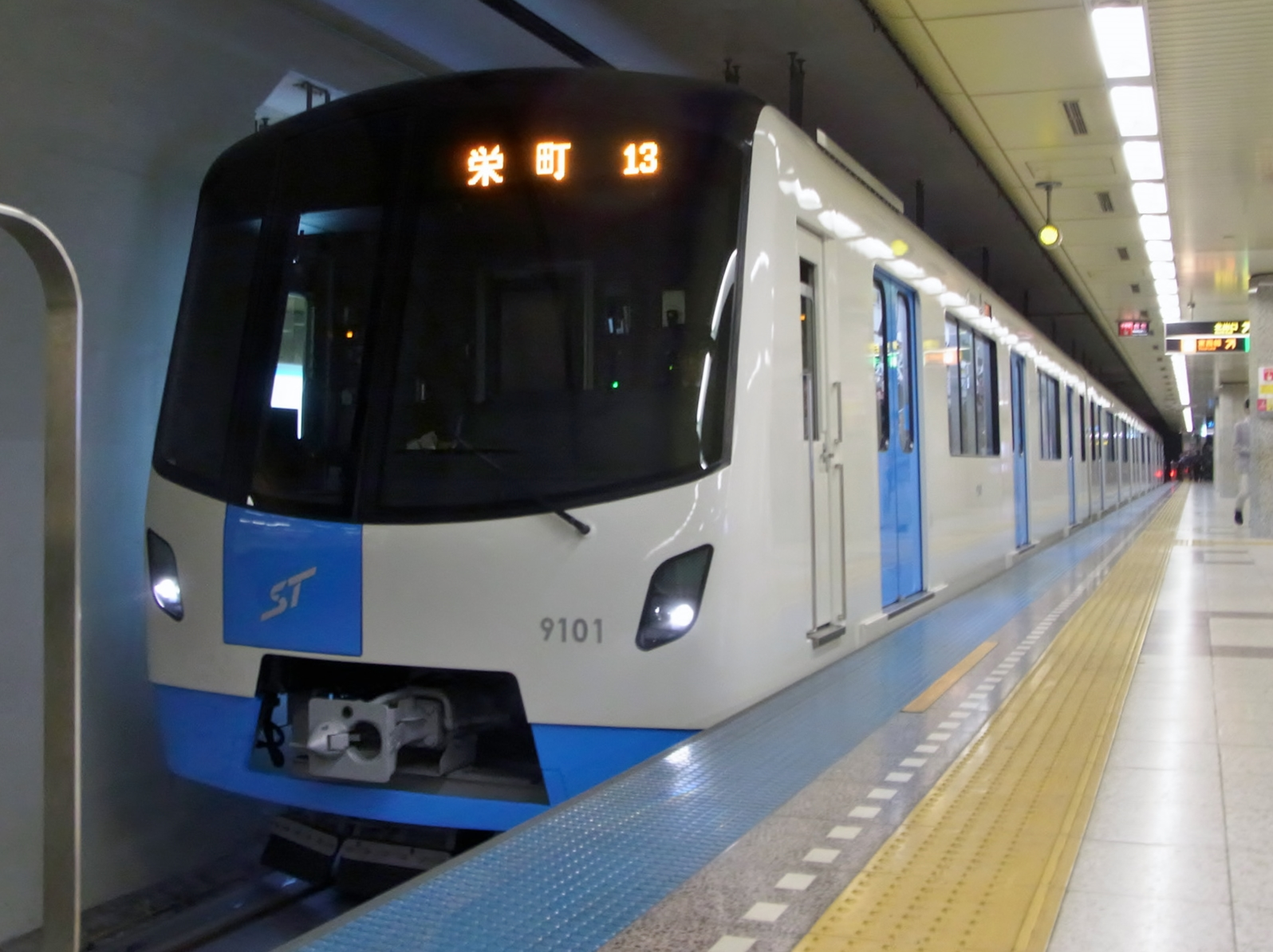
9000型

- 南北線
  - 5000型（日语：札幌市交通局5000形電車）（北海道唯一4门車）

6辆編成20列 - 120辆
- 東西線
  - 8000型（日语：札幌市交通局8000形電車）

7辆編成24列 - 168辆
- 東丰線
  - 9000型（日语：札幌市交通局9000形電車）[4]

4辆編成20列 - 80辆

### 除役車輛

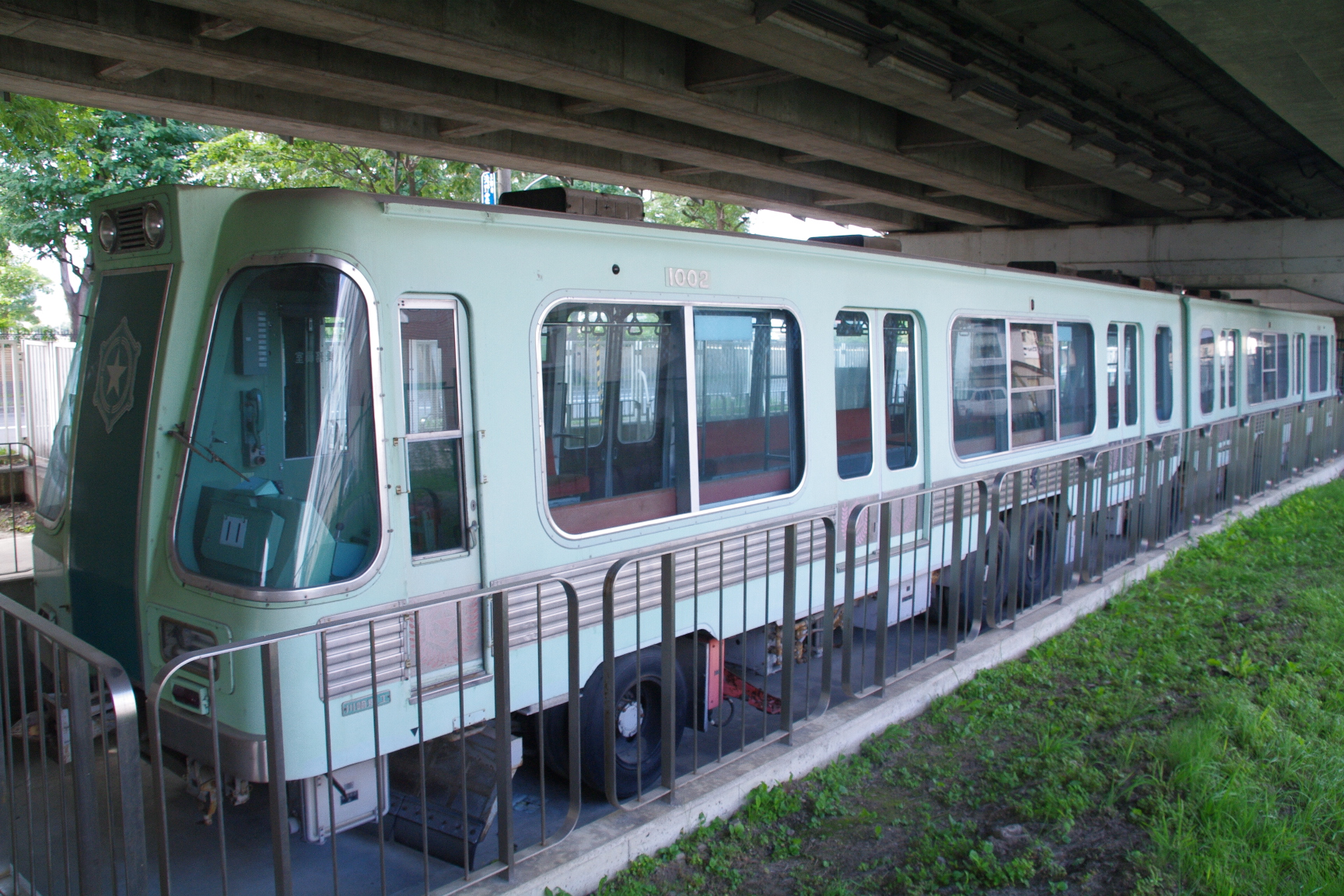
1000型
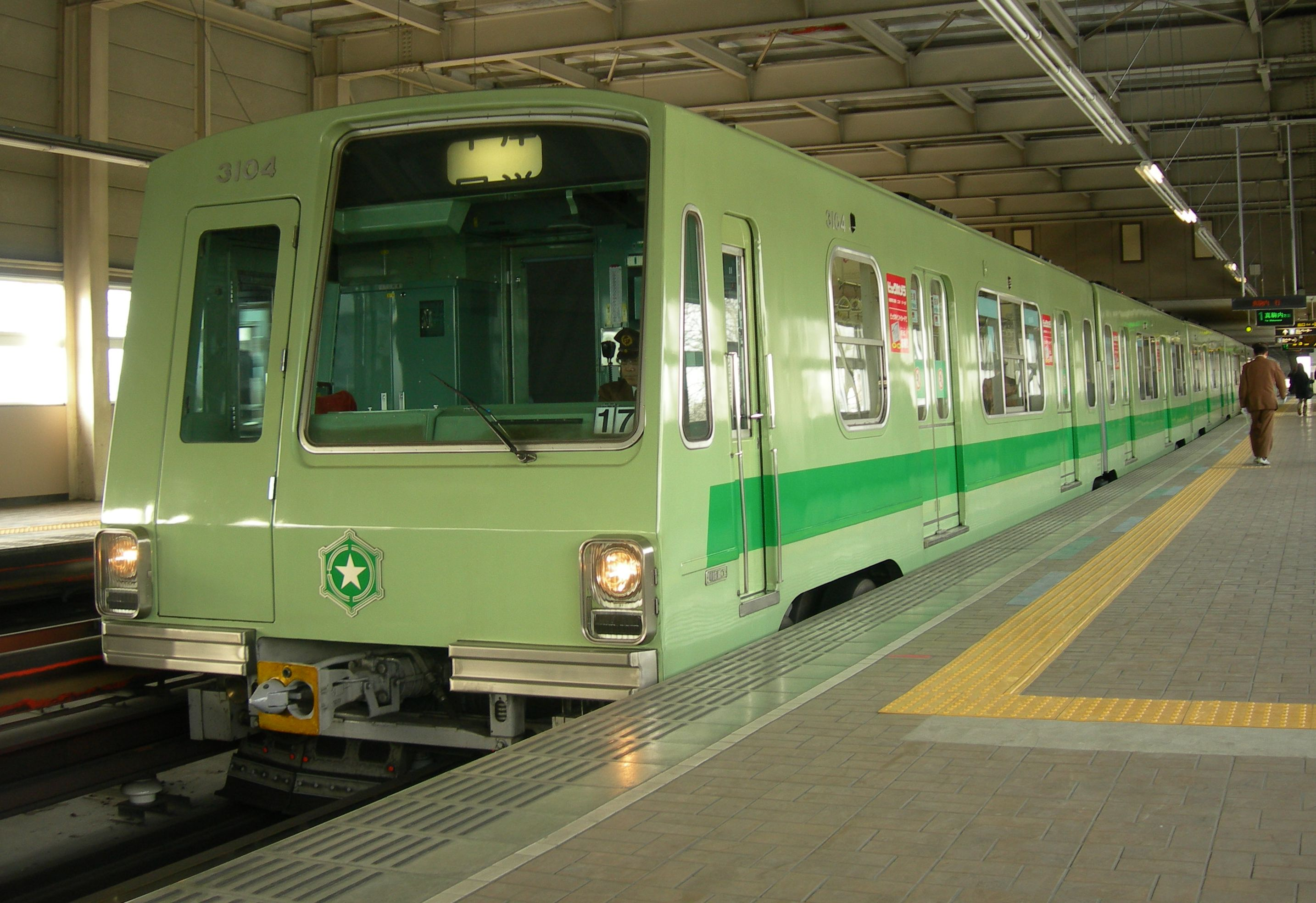
3000型
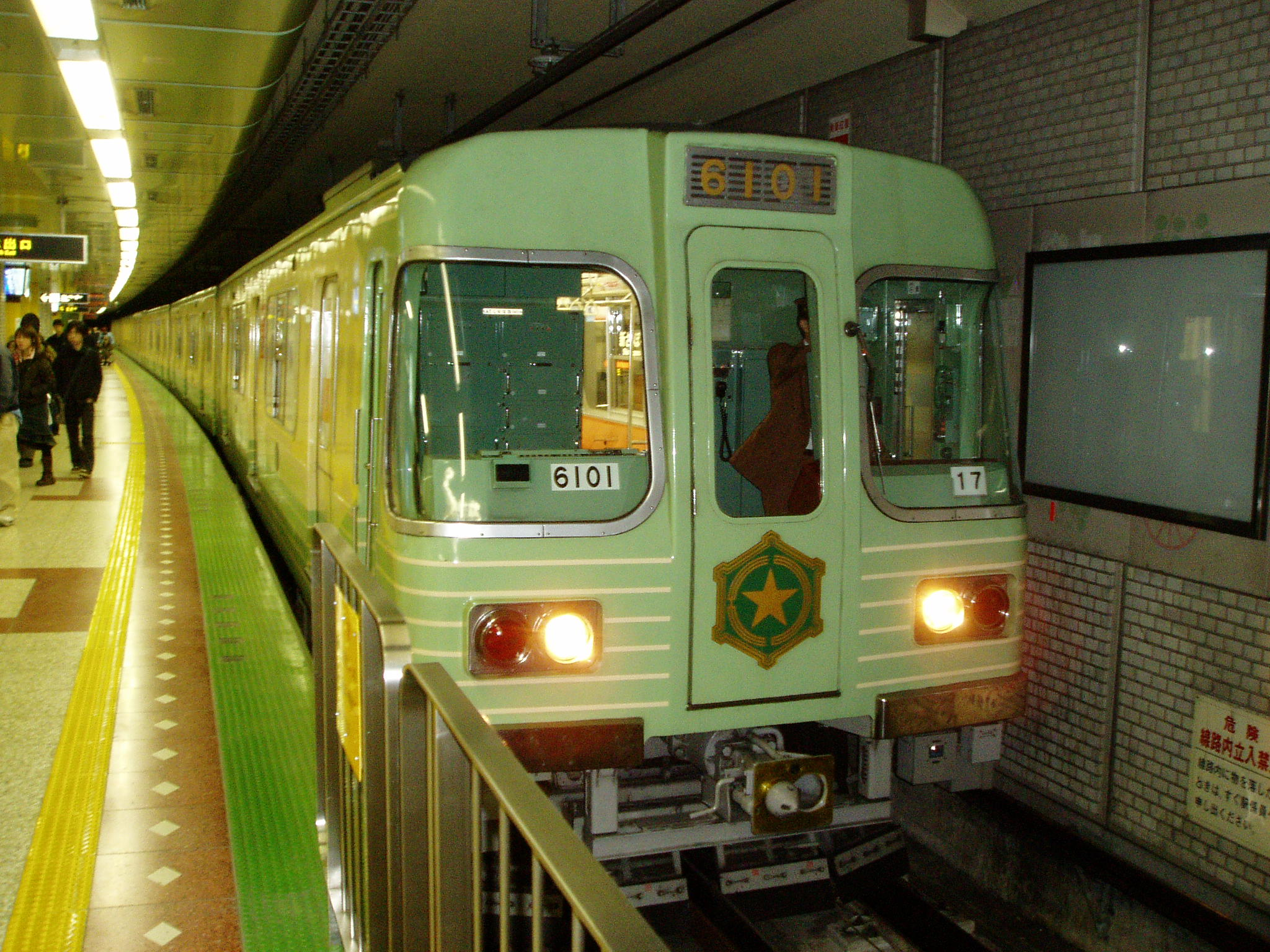
6000型01編成
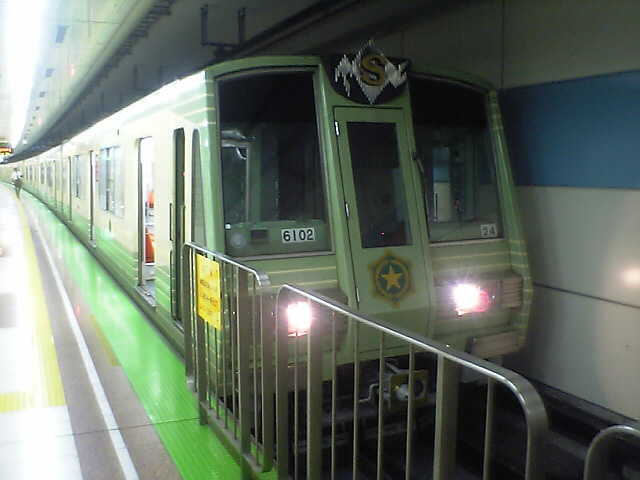
6000型
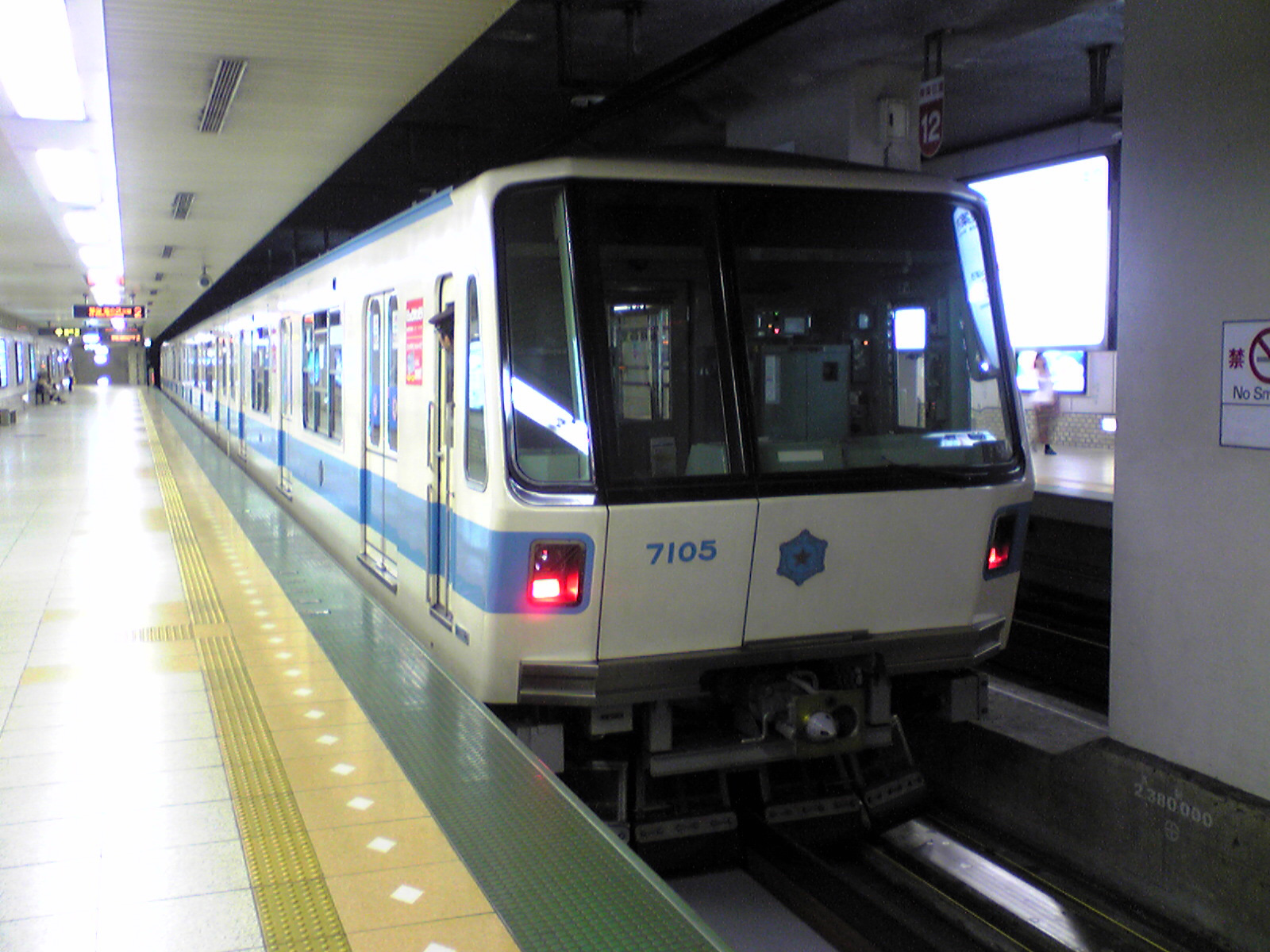
7000型

- 南北線
  - 1000 / 2000型（日语：札幌市交通局2000形電車）

1000型为2辆編成、2000型为4辆編成（之後扩充为6 / 8辆編成）。
  - 3000型（日语：札幌市交通局3000形電車）
- 東西線
  - 6000型（日语：札幌市交通局6000形電車）

試作車6001編成与后续车辆车头形状有异。
- 東丰線
  - 7000型（日语：札幌市交通局7000形電車）

## 与JR关系
由于路轨不同，札幌市營地下鐵与日本国铁几乎不存在直通运转的可能，雖然被迫換乘，但札幌市營地下鐵有一個優點，那就是完全不受雪的影響。而1960年代初開始建造地下鐵時，札幌通勤圈不如今日那麼寬，而当时日本國鐵車站站距较長，普通列车的運行數量不多，对通勤並不方便，因此市民通勤主要乘坐電車和公共汽車，而地下鐵承接通勤功能，因此認為與国铁系統的直通需求不大。
然而在国铁分割民营化之后，JR北海道大力发展札幌圈通勤铁路系统，导致JR线与札幌市營地下鐵，特别是路线平行的函馆本线与地下鐵东西线，产生竞争。关于路线直通，1995年JR北海道与札幌市曾进行相关研究，但结果是相关车辆的研发经费高达近1000亿日元，因此这一设想最终被放弃。

## 整备计划
根据1974年3月札幌市營地下鐵整备计划，札幌市提出4路線、81.3km的建設提案，并计划分5阶段建设。之后札幌市将计划改为现在的3路线、50公里计划，现在札幌市營地下鐵可能的延伸方向包括：
- 東丰線：往札幌飛行場
  - 包含于50公里计划中，但因为線形問題，路线走向仍未决定，由于预期使用公共交通的人数将逐渐减少，是否进行相关投资存在争议[5]。
  - 2012年关于北海道新幹線延伸札幌札幌商工会議提议延长札幌飛行場跑道让使用渦輪扇發動機的客机得以降落，并将東丰線向札幌飛行場延伸作为机场联络轨道[6]。
- 南北線：往石山・藤野、往新琴似・屯田
  - 南側延伸真駒内时已收购定山溪鐵道線（日语：定山渓鉄道線）路线，作为未来南延建设用地，但其中一部分现在已经成为道路用地。
- 東西線：往JR森林公園站・发寒站
  - 曾考慮過在发寒站与JR线直通，但由於被認為方案实现極其困難而被擱置。

還有一種意見認為，這些路段應該由輕軌规格建设，而不是地鐵。另外，也計畫興建從札幌到石狩的單軌電車，並計畫以麻生或榮町站為起點。

## 趣聞
當年札幌市政府向日本大藏省申請修建地下鐵的財政撥款時，大藏省的有關官員嘲諷前者“札幌的中山山口好像有熊出沒的樣子，讓地鐵開到那種地方是打算讓熊來搭乘嗎？”，為此札幌市政府的代表毫不客氣地懟回去一句“只要付得出錢，就算是熊也讓它搭乘”，這便是著名的“熊發言”。